# Chloreuptychia marica
Chloreuptychia marica är en fjärilsart som beskrevs av Gustav Weymer 1911. Chloreuptychia marica ingår i släktet Chloreuptychia och familjen praktfjärilar. Inga underarter finns listade i Catalogue of Life.